# ASAP Rocky
Pour les articles homonymes, voir ASAP et Mayers.
ASAP Rocky (stylisé A$AP Rocky), (prononcé : /ˈeɪsæp ˈɹɑki/), de son vrai nom Rakim Athelaston Mayers (né le 3 octobre 1988 à New York dans le quartier d'Harlem), est un rappeur, auteur-compositeur-interprète, producteur, réalisateur et acteur américain. Il est l'un des membres du collectif de hip-hop new-yorkais A$AP Mob d'où il tient son surnom. Il publie sa première mixtape : Live. Love. A$AP, en 2011. Le succès de celle-ci lui permet de signer avec les labels Sony Music Entertainment, RCA Records et Polo Grounds Music. Son premier album studio Long. Live. ASAP, publié en 2013, débute à la première place du Billboard 200. Son deuxième album, At. Long. Last. ASAP sort en 2015. Intitulé Testing, son troisième album est publié en 2018.
Hormis sa carrière de rappeur, il réalise plusieurs clips, notamment pour lui-même, d'autres membres de l'A$AP Mob ou Danny Brown. Il est également producteur, sous le pseudonyme de Lord Flacko.

## Biographie

### Jeunesse
Rakim Athelaston Mayers est né le 3 octobre 1988 dans le quartier d'Harlem, à New York. Il est barbadien du côté de son père. Il a une petite sœur nommée Erika, ainsi qu'un grand frère, Ricky, assassiné lorsqu'il avait 13 ans. Son prénom est un hommage à la légende du hip-hop Rakim, du duo Eric B. and Rakim. Son cousin A$AP Nast est rappeur et membre de son groupe, A$AP Mob.
Rakim Mayers commence à rapper à l'âge de 8 ans, influencé par son grand frère. C'est à 13 ans seulement, juste après l'incarcération de son père et quand son frère se fait tuer dans une rue d'Harlem à cause du trafic de drogue, qu'il demeure certain que dealer n'est pas un métier d'avenir. Après la mort de son grand frère Ricky, il passe avec sa mère et sa petite sœur d'abris de SDF à des plans squats entre le Bronx et Manhattan. Quand il se met à vendre du crack, à l'âge de 15 ans, il déménage avec sa mère et sa sœur dans le New Jersey. Le père de Rakim Mayers meurt en 2012 à cause d'une histoire de drogue, il va dès lors s'adonner au rap, qu'il considère comme une échappatoire. Il grandit sous l'influence de groupes de son quartier d'Harlem comme The Diplomats. Il est aussi influencé par Mobb Deep, Three 6 Mafia, UGK, Run–DMC, Wu-Tang Clan, ou encore Bone Thugs-N-Harmony.

### Débuts (2007–2010)
En 2007, Rakim Mayers rejoint le groupe A$AP Mob, un collectif basé à Harlem qui regroupe A$AP Ferg, A$AP Nast (en), A$AP Lotto ainsi que bien d'autres rappeurs, producteurs, stylistes et producteurs de clip partageant tous des intérêts communs pour la musique, le style, la mode et l'art. Il tire de ce groupe son pseudonyme A$AP Rocky. Aussitôt emménagé dans le New Jersey, il postule à tous les jobs de vendeur de prêt-à-porter et continue en parallèle à enregistrer des titres avec son groupe.

### Long. Live. ASAP(2011–2014)

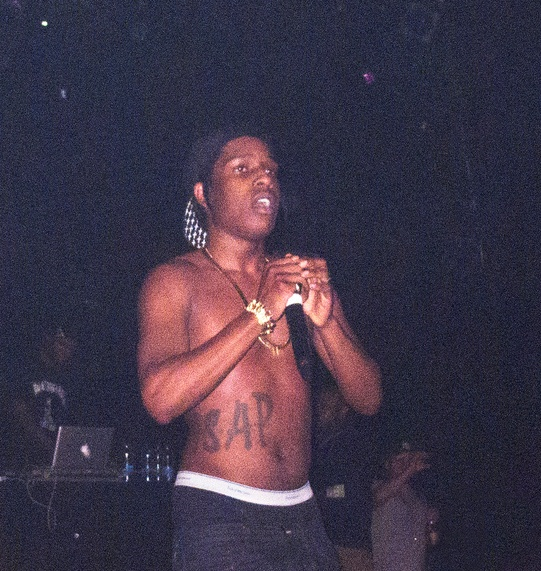
A$AP Rocky donnant une prestation au Montreal's Corona Theatre en 2012.

De manière générale, les sujets abordés par Rocky en musique sont attraits à la mode, la consommation de drogue, la spiritualité, le train de vie fastueux et les anecdotes sexuelles. A$AP Rocky figure parmi les pionniers du Cloud Rap et il contribue à populariser les thèmes et les visuels autour de ce genre musical,.
En 2011, son morceau Peso connait le succès et lui donne accès à une plus large audience. Le 31 octobre 2011, Rakim Mayers publie une première mixtape non officielle, nommée Live. Love. A$AP, résultant de la compilation par le blogueur du site PureBakingSoda, des rares morceaux que ce dernier a pu récupérer sur Internet, lorsqu'A$AP Rocky était encore très peu connu. Cette mixtape contribue à sa popularisation auprès du public, parallèlement au clip du morceau Purple Swag qui le propulse médiatiquement au point de lui faire signer un contrat de 3 millions de dollars avec Sony et RCA.

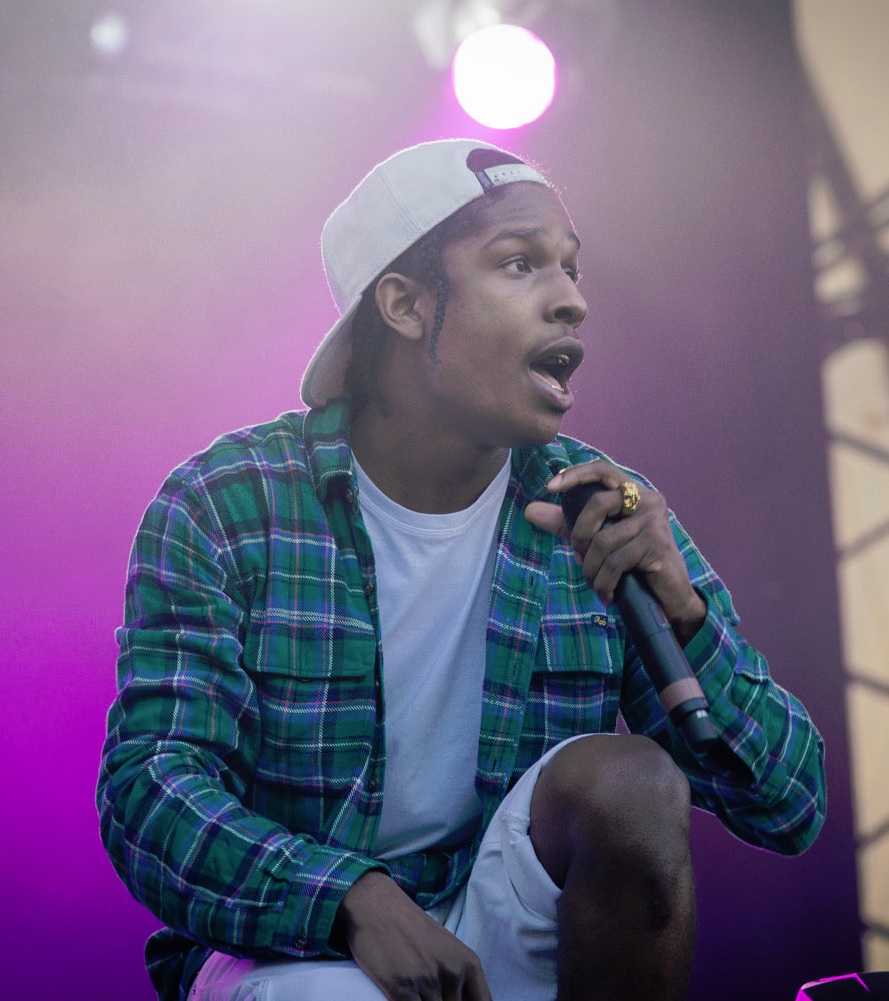
A$AP Rocky sur la scène du festival norvégien Hovefestivalen en 2013.

En 2012, Rocky participe au remix du titre Cockiness (Love It) de la chanteuse Rihanna. Durant la performance live donnée par la chanteuse lors des MTV VMA 2012, Rocky, invité sur scène, pincera les fesses de Rihanna, ce qui alimentera davantage les rumeurs déjà existantes de relations entre les artistes,. La même année, Rocky participe à la tournée "Club Paradise" du rappeur Drake.
Le premier album studio du rappeur, Long. Live. A$AP, est initialement prévu pour juillet 2012, puis reporté au 11 septembre 2012, puis au 31 octobre 2012 est finalement publié le 15 janvier 2013. A$AP Rocky donne comme explication le fait qu'il ait besoin de beaucoup de temps pour récupérer les droits d'auteur sur ses « instrus » et autres. Goldie, publié au mois d'avril 2012, en est le premier single et Fuckin' Problems, en featuring avec Drake, 2 Chainz et Kendrick Lamar, en est le second. Il y a déjà d'autres featurings annoncés, comme avec Lana Del Rey sur le titre Ridin mais qui n'apparaît finalement pas sur l'album. En attendant la sortie de son album, il continue de faire des apparitions sur d'autres morceaux, comme dans Hands on the Wheel avec Schoolboy Q, le rappeur du collectif Black Hippy, en avril 2012, ou encore dans Street Knock avec Swizz Beatz en mai 2012, et enfin dans Big Spender avec Theophilus London. Il fait également une apparition remarquée dans le clip de Lana Del Rey, National Anthem, qui retrace l'histoire de la relation entre le président des États-Unis John Fitzgerald Kennedy et l'actrice Marilyn Monroe, et dans lequel il revisite le rôle du président Kennedy.
En septembre 2013, il publie un nouveau morceau Fashion Killa abordant la mode et particulièrement ce qui constitue la mode de Rihanna[source secondaire souhaitée], elle-même présente dans le clip. A$AP Rocky fait également une brève apparition dans le clip White Walls de Macklemore. En 2013, A$AP Rocky est listé sur la Radio Los Santos du jeu vidéo Grand Theft Auto V publié par Rockstar Games avec le titre R-Cali. Rocky se présente au concert « Red Bull Series 30 Days » qui se tient à Los Angeles, en décembre 2014, par laquelle il invite le rappeur Drake à interpréter le morceau "Tuesday".

### At. Long. Last. ASAP(2015–2017)
Son deuxième album studio, At. Long. Last. A$AP est publié le 26 mai 2015,. Il inclut notamment des featurings avec Kanye West, M.I.A., Juicy J, ou encore Lil Wayne. Il invite à la production de l'album, le musicien Joe Fox, qu'il rencontre alors qu'il se rend en studio. Le musicien était alors en proie à de grandes difficultés pour se loger et venait à l'encontre de Rocky pour lui remettre un échantillon de ses compositions,.
Cet album, obtient un score de 76/100 sur Metacritic. Pour le webzine Goûte mes disques, l'album est un retour aux origines cloud rap d'ASAP Rocky et emprunte également au rock psychédélique. C'est avec cet album que le rappeur explorera les visuels psychédéliques comme sur le clip de "L$D", titre sur lequel il expérimente le chant et dont l'esthétique léchée fera partie de la marque de fabrique du rappeur.
L'album At. Long. Last. A$AP s'écoule à 146 000 unités dont 11 000 au Canada. L'album se positionne en No 1 au Billboard 200 lors de sa semaine de sortie. En juillet 2015, il en est écoulé 215 000 copies aux États-Unis. Il est en 2023, le second album le plus vendu du rappeur[source secondaire souhaitée].
Le manager et ami de Rocky, A$AP Yams, meurt durant la production de l'album. Ainsi, Rocky lui rend hommage sur des pistes[source secondaire souhaitée].

### Testing(2018–2019)
Rocky dévoile le clip du titre A$AP Forever en guise de single promotionnel. Le morceau est une reprise de la chanson Porcelain du musicien Moby.
Le 25 mai 2018, il sort son troisième album studio intitulé Testing, trois ans après son album précédent. Cet album est très riche en collaboration, on y trouve[style à revoir] notamment Frank Ocean, Playboi Carti, Juicy J, Skepta, Moby, French Montana, Smooky Margielaa, BlockBoy JB. Même Kodak Black, incarcéré à ce moment, était présent dans le titre Calldrops qu'il chante via appel téléphonique du pénitencier. Les titres Praise the Lord comprenant Skepta en invité mais également le morceau Sundress qui exploite le Mannequin Challenge dans les visuels de son clip, ou encore Fukk Sleep en collaboration avec la chanteuse FKA Twigs, accompagnent la sortie de l'album,.
Néanmoins, la communication de la sortie de l'album est éclipsée par l'actualité autour du clash que se livrent les rappeurs Drake et Pusha T. Les chiffres de ventes révèlent que l'album s'est écoulé à 77 000 copies. L'orientation musicale empruntée par Rocky pour cet album déroutera beaucoup des sympathisants du rappeur, habitués à des sonorités moins expérimentales,.
A$AP Rocky part pour la tournée Injured Generation, dont deux dates se tiennent au Zénith de Paris, à La Villette le 26 et 27 juin 2019. Il invite le rappeur Drake sur scène, qui interprétera le titre Nonstop lors de l'une des représentations programmée à Los Angeles.

### Don't Be Dumb(depuis 2019)
En 2019, A$AP Rocky tease la sortie de son prochain album. Cependant, la production du projet est interrompue à la suite de son incarcération en Suède. Après la libération de Rocky, il dévoile le clip du morceau Babushka Boi en référence à son séjour carcéral,. Dans la foulée, le merchandising autour de la marque de textile du rappeur, qui comporte des visuels de smileys, semble révéler que le futur album se nommera All Smiles. Entre-temps, le nom officiel du projet est annoncé comme s'intitulant Don't Be Dumb.
En janvier 2022, Rocky est dévoilé en featuring sur le morceau Arya de l'artiste Nigo, intégrant essentiellement des notes de piano. En février, Rocky apparait sur le titre Doja, en compagnie du rappeur SNOT, dont le morceau suscitera une controverse notamment les propos concernant la chanteuse Doja Cat,. Il compose le titre Shittin' Me qui figure dans la bande musicale du 25e opus de la franchise vidéoludique Need For Speed, Need For Speed : Unbound, ainsi que le titre The God Hour, qui est révélé en mars 2022, en collaboration avec A$AP Ant, membre du collectif dans lequel figure Rocky,.
Au cours d'une interview pour GQ, le rappeur déclare qu'il s'est inspiré de son idylle avec Rihanna qu'il fréquente, au cours de la production du projet. Rocky dévoilera d'ailleurs le morceau D.M.B (Dat's My Bitch) en mai 2022, qui romance son histoire d'amour avec la chanteuse et les élans de soutien #FreeA$APRocky qu'il a reçus durant sa détention,,.
Les 16 et 17 juillet 2022, il est à l'affiche du festival Lollapalooza qui se tient à l'hippodrome de Longchamp, à Paris. En décembre 2022, ASAP Rocky dévoile le titre Same Problems?, collaborant avec les artistes Miguel et Lil Yachty,. Vraisemblablement présent parmi les pistes qui composeront son album, le morceau fait référence à la violence et codes nocifs qui touchent la communauté des rappeurs, tel que la consommation régulière de drogues, ayant conduits à de nombreuses overdoses et les meurtres par armes à feu. Le même mois, il tient un featuring sur un morceau appelé Feel The Fiyaaaah sur l'album Heroes & Villains de Metro Boomin où il rappe aux côtés du regretté Takeoff.
Ainsi, ASAP Rocky rend hommage à des artistes disparus comme Pop Smoke, XXXTentacion, Mac Miller ou DMX entre autres[source secondaire souhaitée]. Dans la foulée, il est révélé que l'album est finalisé et devrait être dévoilé sous peu. Il confirme la sortie imminente de son album en précisant que la production de visuels dans le processus créatif accaparait son temps,,.
En 2023, il participe à la bande musicale originale du film d'animation Spider-Man : Across the Spider-Verse sur les titres Am I Dreaming et Nonviolent Communication, dont le producteur, Metro Boomin, est à la charge des compositions,.
Lors de la présentation de sa ligne AWGE à Paris, il révèle que son quatrième et nouvel album sortira le 30 août 2024. Le 21 août 2024, il sort le clip de son single intitulé HIGHJACK,. Le lendemain, il annonce que la date de sortie de son album est reportée en automne à la suite de fuites et de problèmes d'échantillons,,. « Je veux faire le meilleur album de tous les temps. Je suis désolé pour l'attente » dit-il à la suite de cette annonce. Le 30 août 2024, il publie le clip d'un autre single, Tailor Swif, faisant référence à la chanteuse Taylor Swift,.

## Carrière dans la mode
A$AP Rocky a toujours ressenti une appétence pour la mode dès le plus jeune âge. Durant sa jeunesse, le rappeur a confié s'être procuré des jeans pour femmes, en allant en contresens de la tendance des baggy. Il a été plusieurs fois chahuté par des harlemites ne partageant pas les goûts vestimentaires du collectif. Il affirmera aussi s'être adonné au trafic de stupéfiants dans le but de s'offrir des vêtements de haute-couture.
Le collectif A$AP Mob fut fondé par ses créateurs à l'origine dans l'idée de révolutionner le hip-hop en bouleversant les codes tant vestimentaire que les tendances musicales. Les architectes du mouvement furent A$AP Yams, A$AP Bari et A$AP Illz. Ils s'entourent d'acteurs, de réalisateurs, de créateurs et de rappeurs afin d’accroître leur vision et diffuser leurs influences. Au fur et à mesure, A$AP Rocky devient la figure de proue du mouvement après l'avoir rejoint en 2008. Deux opportunités de carrière lui sont soumises au même instant, il accepte de signer dans un label et cède à une carrière de rappeur, déclinant l'offre de vendeur prêt-à-porter, qui lui avait été faite, dans une boutique Hermès à New York.
Le groupe, qui emplit avec le temps, souhaitait redéfinir les carcans de la mode et les tendances vestimentaires de leur secteur. Progressivement, ils parviennent à faire adopter leurs styles à de nombreuses personnes. C'est notamment sur des plateformes comme Tumblr que l'influence du rappeur et son Mob, accoutrés avec des marques telles que HBA, Pyrex ou BEEN TRILL et Off-White un peu plus tard, marque un réel impact dans la culture streetwear à l'époque,,.
En 2012, A$AP Rocky devient l'ambassadeur de la marque Pigalle Paris, créée en 2008 par Stéphane Ashpool qu'il rencontre par l'intermédiaire d'un ami commun berlinois. En 2014, il dévoile le clip Fashion Killa en collaboration avec Rihanna.
En 2016, il devient la nouvelle égérie Dior pour la collection automne/hiver s'adressant aux hommes. La marque estime que le rappeur porte les caractéristiques d'un dandy urbain. Dior souhaite alors représenter la pop culture avec davantage de diversité en exploitant le créneau du hip-hop. En septembre 2016, A$AP Rocky s'associe à la marque Guess et établit une stratégie de communication sur les réseaux sociaux notamment Instagram. Il posera aussi pour le magazine de mode Vogue[source secondaire souhaitée]. Au cours de l'année, il pose pour le magazine Vanity Fair[source secondaire souhaitée].
En 2017, le styliste belge Raf Simons et A$AP Rocky se rapprochent de nouveau dans le cadre du Met Gala 2017. Le rappeur se présente habillé par les créations du styliste. A$AP Rocky ne cacha pas son admiration pour Raf Simons pour lequel il dédie le titre RAF dévoilé en 2017. Le clip sort sur Internet en juillet 2017, il s'y met en scène défilant, en compagnie des rappeurs Quavo et Playboi Carti, avec des vêtements du créateur. La même année, il pose pour le magazine masculin GQ Germany.
A$AP Rocky collabore avec la marque Zalando pour la collection printemps/été 2017. En juillet 2017, il devient égérie pour la marque Under Armour. Il s'associera d'ailleurs au créateur Jonathan Anderson pour le lancement d'une nouvelle gamme capsule. En avril 2017, il participe à une campagne publicitaire du constructeur automobile Mercedes pour laquelle il apparaît dans cinq court-métrages. Le rappeur se confessera sur la mort de son frère Ricky et les répercussions que celle-ci a eu dans sa vie.
La page Instagram d'A$AP Rocky totalise plus de 12 millions d'abonnés en 2018. En 2019, A$AP Rocky poste sur Instagram des clichés dans lesquels il porte les dernières créations de son créateur fétiche, Raf Simons en collaboration avec la marque australienne Templa. La même année, A$AP Rocky dévoile les spots publicitaires de sa collaboration avec la marque Calvin Klein dont il est l'égérie pour la campagne #MyCalvins.
En 2014, en 2017 ou encore en 2019, A$AP Rocky se rendra aux Fashion Week de Paris ou de Milan.

## Vie personnelle
L'acronyme d'A$AP (pseudonyme également partagé par les autres membres de son collectif) signifie Toujours s'efforcer et prospérer (Always $trive And Prosper). Bien que le rappeur a expliqué que son pseudonyme se référait à une célébration de la vie, il énonce que l'acronyme pouvait également signifier Acronym Symbolizing Any Purpose,,. Selon lui, A$AP permet à tout le monde de s'identifier.
À l’âge de 13 ans, Asap Rocky perd son frère aîné, Ricky Mayers, alors âgé de 20 ans, des suites d’une fusillade dans les rues d’Harlem. En 2012, c’est son père, Adrian, fraîchement libéré de prison, qui est abattu sur fond de trafic de drogues.
Rocky s’adonne lui-même au trafic de stupéfiants, cependant il est arrêté en 2004. C’est durant son court séjour en prison qu’il fait la connaissance du rappeur Casanova.
En 2015, A$AP Rocky est affligé par la mort de son ami et mentor Steven Rodriguez, plus connu sous le nom d'A$AP Yams, des suites d'une overdose accidentelle d’opiacés et de benzodiazépines présents dans la codéïne.
En 2016, un nouveau drame le bouleverse. En effet, sa sœur Erika B. Mayers, décède d’une overdose à la suite d'une consommation de drogues.
En 2019, Rocky hérite d'une balafre très peu marquée, qu'il arbore sur le côté droit de sa mâchoire, après un rasage maladroit. Cet événement vaudra pour le rappeur, de subir une intervention de chirurgie réparatrice.
En 2020, Rocky révèle que sa mère est de confession musulmane. Rocky, qui ne se considère pas comme religieux mais admet une spiritualité, avait auparavant confessé que son père s'était converti à l'Islam durant son incarcération,.

### Addictions et mœurs
A$AP Rocky aurait participé à sa première orgie sexuelle à l'âge de 13 ans. Au cours d'une interview accordée au magazine Esquire, il admet avoir un goût prononcé pour le triolisme et qu'il lui arrive d'organiser régulièrement des orgies sexuelles au cœur de sa propriété de Beverly Hills. Pour l'anecdote, en 2015, en marge du festival SXSW, il confesse avoir participé à trois orgies impliquant 9 femmes différentes au cours du même soir. Selon A$AP Rocky, il était sous l'effet de drogues comme le LSD qu'il avait reçues du rappeur ILoveMakonnen.
Le 16 octobre 2019, il déclare souffrir d’addiction au sexe depuis le collège et que les orgies étaient tant devenues courantes qu’elles étaient une norme pour lui, au cours d’une interview radio pour Power 105.1 (en).
La même année, une sextape mettant en scène A$AP Rocky fuite. Le rappeur réagira avec humour à la divulgation de celle-ci, sur ses réseaux sociaux,.

### Vie amoureuse
A$AP Rocky a été fiancé avec la mannequin Chanel Iman, leur relation s'étalera de 2013 à 2014. A$AP Rocky a également été en couple avec la rappeuse Iggy Azalea en 2013.
En 2015, à l'occasion de la sortie de son album At. Long. Last. A$AP, il révèle avoir fréquenté la chanteuse Rita Ora,. Il a également été en couple avec le mannequin Kendall Jenner en 2017.
En 2019, il confirme être en couple avec la mannequin Jasmine Daniels.
En décembre 2020, le New York Post révèle qu'A$AP Rocky et Rihanna seraient en couple depuis de nombreux mois,. Les deux artistes avaient collaboré pour les besoins de la campagne Fenty Skin de la marque de cosmétiques Fenty Beauty au cours du mois de juillet 2020. Courant décembre 2020, Rocky et Rihanna sont aperçus main dans la main durant un séjour à la Barbade,.
En mai 2021, A$AP Rocky officialise sa relation avec la chanteuse Rihanna déclarant qu'elle était « l'amour de sa vie » à l'occasion d'un article GQ lui étant consacré. Dans la foulée, il annonce que cette dernière fut sa principale inspiration dans la production de son prochain album à paraître All $mile,.
Le 31 janvier 2022, le photographe de célébrités Diggzy publie des clichés montrant A$AP Rocky et Rihanna se promenant main dans la main à New York et révélant que cette dernière est enceinte. Le magazine américain People publie le même jour un post Twitter expliquant que Rihanna est effectivement enceinte de son premier enfant avec lui. D'après une information de TMZ, leur fils, RZA Athelston Mayers, naît le 13 mai 2022 à Los Angeles,.
Le 12 février 2023, lors du Super Bowl 2023 Halftime Show, Rihanna révèle être enceinte de son deuxième enfant avec A$AP Rocky. Au cours du mois d'août 2023, il est annoncé que leur second garçon, Riot Rose Mayers, est né le 1er août,,,,.
En mai 2025, lors du Met Gala à New York, Rihanna annonce sa troisième grossesse en dévoilant son ventre arrondi dans une série de photographies.

## Affaires judiciaires

### Condamnation pour violences
À Stockholm en 2019, après une bagarre de rue avec Mustafa Jafari, un jeune homme de 19 ans qui l'importunait, le rappeur fut arrêté et emprisonné. Celui-ci encourait une peine pouvant aller de 6 mois à deux ans de prison,. Cet événement suscita un tollé aux États-Unis. Une pétition en ligne est alors lancée récoltant plus de 640 000 signatures dont celles de Post Malone, Justin Bieber ou encore Nicki Minaj.

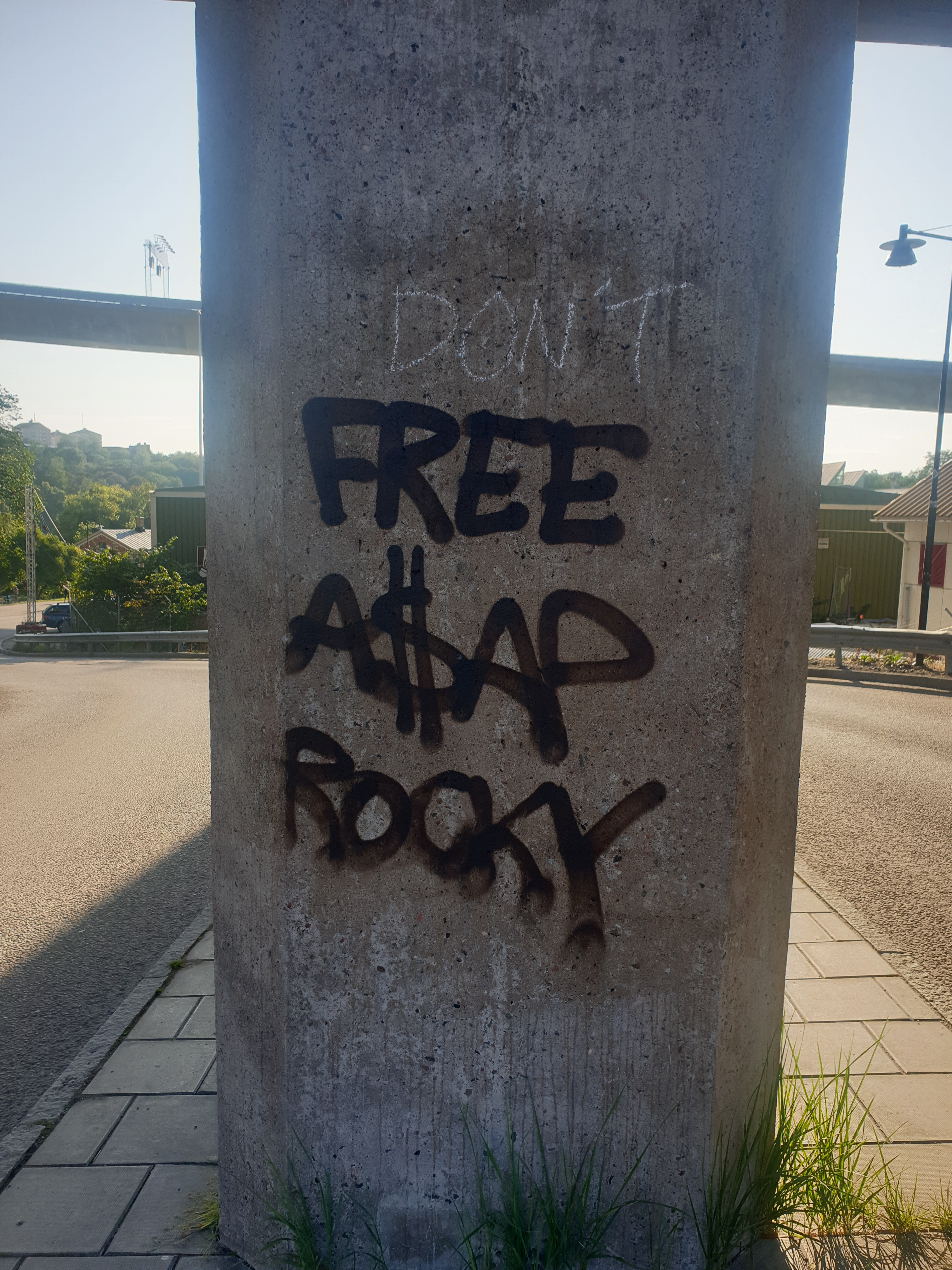
Un tag avec écrit la phrase Free A$AP Rocky durant le mois d'août 2019 en Suède.

Sur les sollicitations de Kim Kardashian et devant l'ampleur de la polémique, la Maison-Blanche est intervenue pour tenter d'obtenir une libération anticipée du rappeur,. A$AP Rocky est libéré le 2 août 2019 en attente de son audience prévue pour le 14 août 2019. Il parvient cependant à retourner légalement aux États-Unis. Le jour de l'audience, il est finalement reconnu, ainsi que deux personnes de son entourage, "coupables de violences et condamnés à une peine avec sursis", par le tribunal de Stockholm. Sa condamnation ne nécessitant pas qu'il soit physiquement présent sur le territoire suédois, le rappeur demeurera libre de ses mouvements sans être handicapé par une interdiction de territoire.

### Arrestation pour soupçons d'agression à main armée
Le 20 avril 2022, ASAP Rocky est arrêté à l'aéroport international de Los Angeles, de retour d'un voyage à la Barbade en compagnie de sa compagne Rihanna. Il est soupçonné par la police de Los Angeles d'être l'auteur d'une agression à main armée survenue le 6 novembre 2021 à proximité de Vista Del Mar et de Selma Avenue,. La victime de la fusillade, qui a survécu à l'incident avec seulement une égratignure à l'articulation, serait son ancien ami et collaborateur Terell Ephron, mieux connu sous le nom d'ASAP Relli,. La caution est fixée à 550 000 dollars et il est libéré peu après.
Le 15 août 2022, le bureau du procureur du comté de Los Angeles porte plainte contre ASAP Rocky. Le 20 novembre 2023, un juge de Los Angeles détermine qu'il y a suffisamment de preuves pour qu'ASAP Rocky soit jugé après avoir entendu deux témoins pendant environ un jour et demi lors d'une audience préliminaire. Le 8 janvier 2024, il plaide non coupable, refusant une négociation de peine de six mois d'emprisonnement et risquant une peine maximale de plus de 20 ans d'emprisonnement. Il manque une audience prévue pour le 6 mars 2024,.
Lors d'une audience qui se tient le 23 mai 2024, il est annoncé que le procès d'ASAP Rocky doit s'ouvrir le 21 octobre 2024. La date d'ouverture du procès est repoussée au 21 janvier 2025,. Contrairement aux pratiques habituelles des tribunaux du comté de Los Angeles, le juge décide d'autoriser les caméras à enregistrer la quasi-totalité du procès. L'équipe de la défense et les témoins déclarent qu'ASAP Rocky a utilisé un pistolet à accessoires qui tirait à blanc. Les jurés sont informés qu'ils pouvaient acquitter ASAP Rocky s'il avait tiré en état de légitime défense.
Le 18 février 2025, il est déclaré non coupable,,,.

## Discographie

### Albums studio
- 2013 : Long. Live. ASAP
- 2015 : At. Long. Last. ASAP
- 2018 : Testing
- 2025 : Don't Be Dumb[153],[154]

### Mixtapes
- 2011 : Live. Love. ASAP[155] (téléchargement)
- 2012 : Lords Never Worry[156] (avec A$AP Mob) (téléchargement)

### Singles
- 2011 : Peso
- 2011 : Purple Swag
- 2012 : Fuckin' Problems (feat. Drake, 2 Chainz & Kendrick Lamar)
- 2012 : Goldie
- 2013 : Wild for the Night (feat. Skrillex)
- 2013 : Fashion Killa
- 2013 : PMW
- 2013 : Phoenix
- 2013 : R-Cali
- 2014 : Multiply (feat. Juicy J)
- 2015 : Lord Pretty Flacko Jodye 2 (LPFJ2)
- 2015 : Everyday (feat. Rod Stewart, Mark Ronson & Miguel)
- 2015 : L$D
- 2015 : Electric Body (feat. Schoolboy Q)
- 2018 : A$AP Forever (feat. Moby)
- 2018 : Praise The Lord - Da Shine (feat. Skepta)
- 2018 : Fukk Sleep
- 2018 : Sundress
- 2019 : Babushka Boi
- 2021 : Rich N***a Problems
- 2022 : D.M.B.
- 2022 : Sh*ttin' Me
- 2023 : Same Problems?
- 2023 : RIOT (Rowdy Pipe'n)
- 2024 : Highjack
- 2024 : Taylor Swift
- 2024 : Ruby Rosary (feat. J. Cole)
- 2025 : pray4dagang (feat. kaycyy)

## Filmographie
- 2015 : Dope de Rick Famuyiwa : Dom
- 2016 : Zoolander 2 de Ben Stiller : ASAP Rocky
- 2018 : Monster d'Anthony Mandler : James King (crédité sous son vrai nom : Rakim Mayers)
- 2025 : If I Had Legs I'd Kick You de Mary Bronstein (en) : James
- 2025 : Highest 2 Lowest de Spike Lee : Yung Felon